# Айдар-Николаевка
Айда́р-Никола́евка (укр. Айда́р-Микола́ївка) — село, относится к Новоайдарскому району Луганской области Украины.
Население по переписи 2001 года составляло 1067 человек. Почтовый индекс — 93506. Телефонный код — 6445. Занимает площадь 2,44 км². Код КОАТУУ — 4423155101.
Рядом с селом, на высоком правом берегу реки Айдар находится геологический памятник природы местного значения — «Бараньи Лбы». Уникальные скальные обнажения мергеля кампанского яруса позднего мела высотой 50 метров.
В селе родилась Анна Лисеенкова, украинская волейболистка.

## Местный совет
93500, Луганская обл., Новоайдарский р-н, пгт. Новоайдар, ул. Дружбы, 1 (укр.)

## Галерея

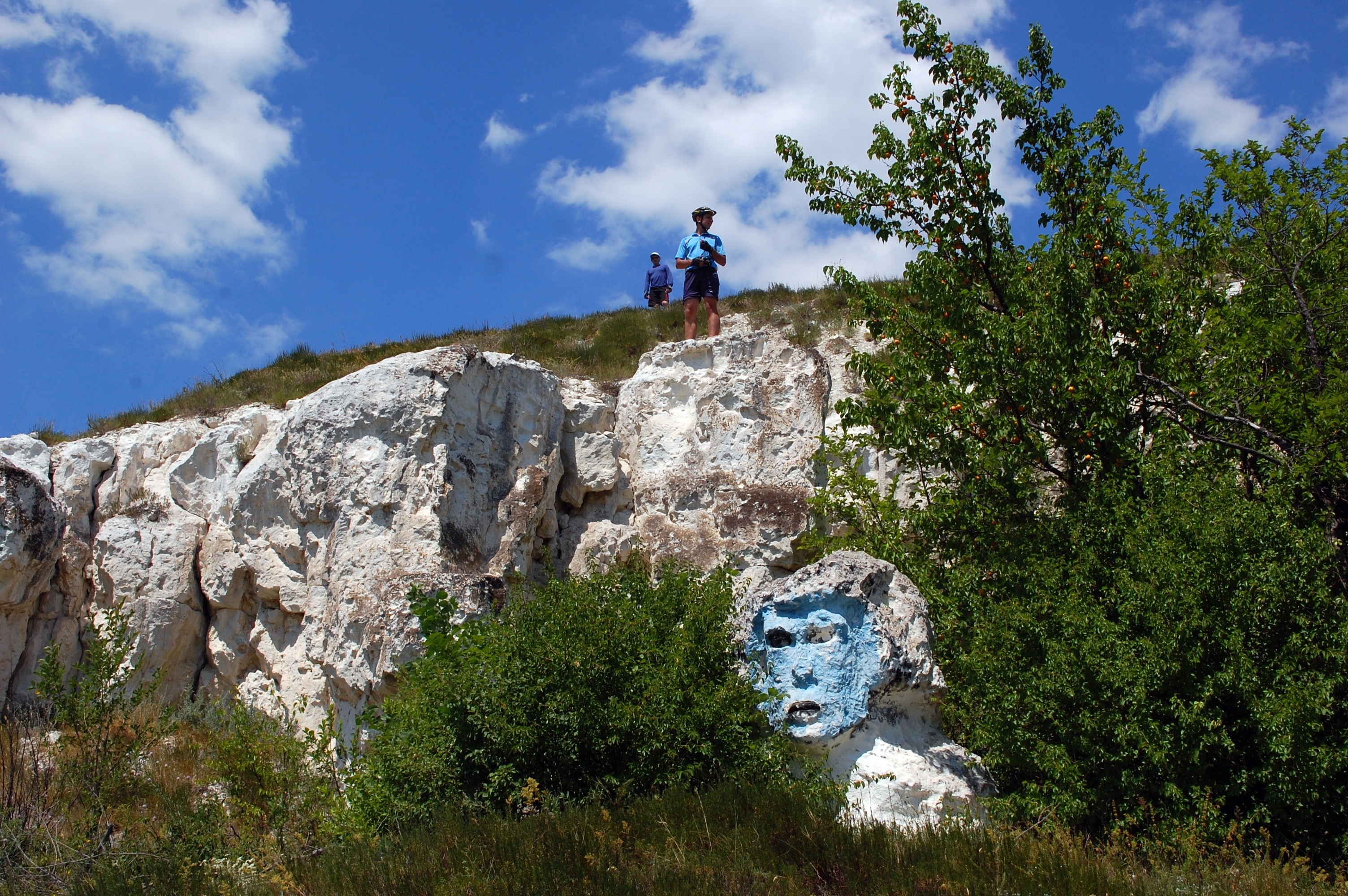
Скалы «Бараньи Лбы»
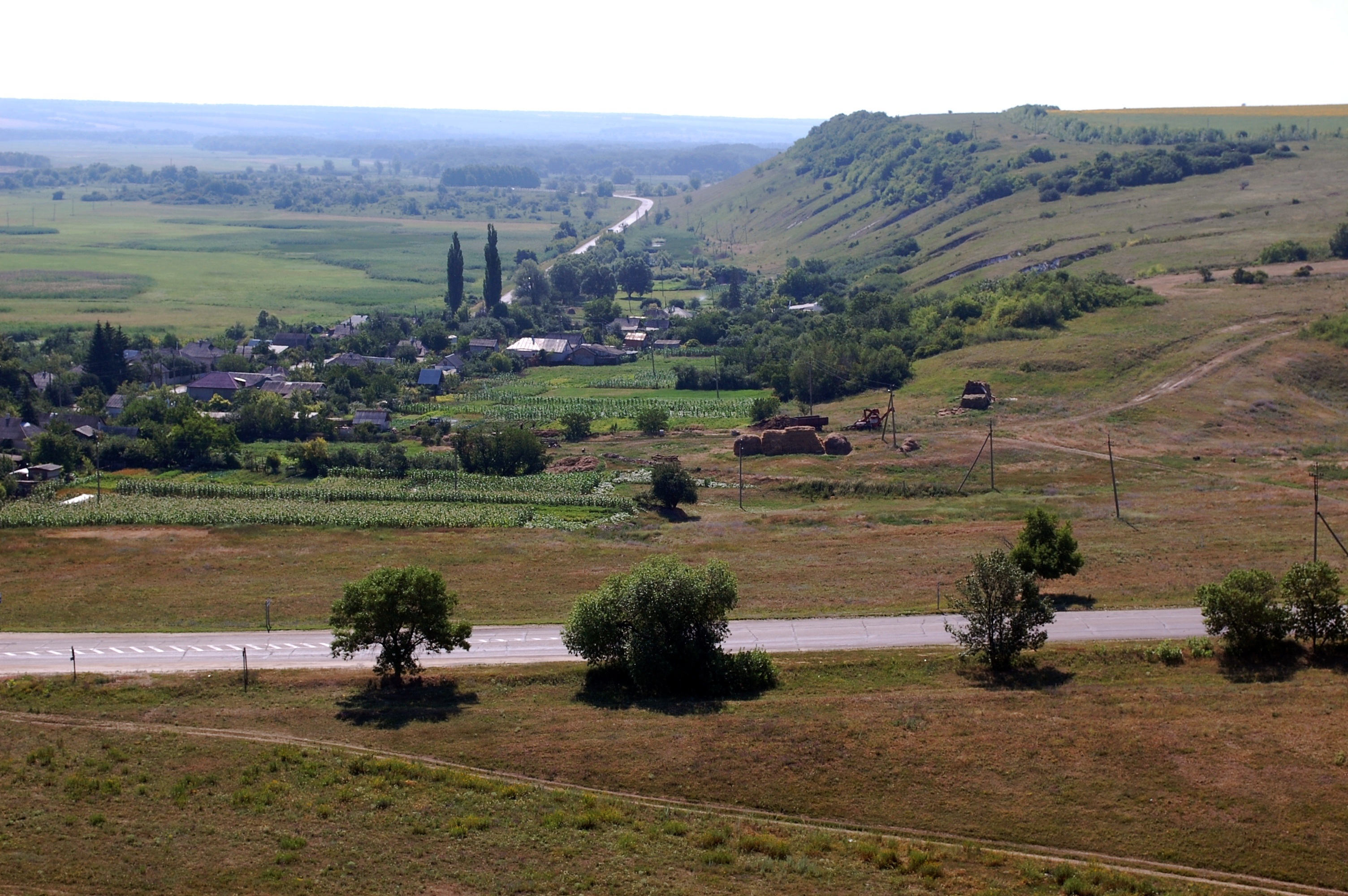
Вид на село и окружающий ландшафт
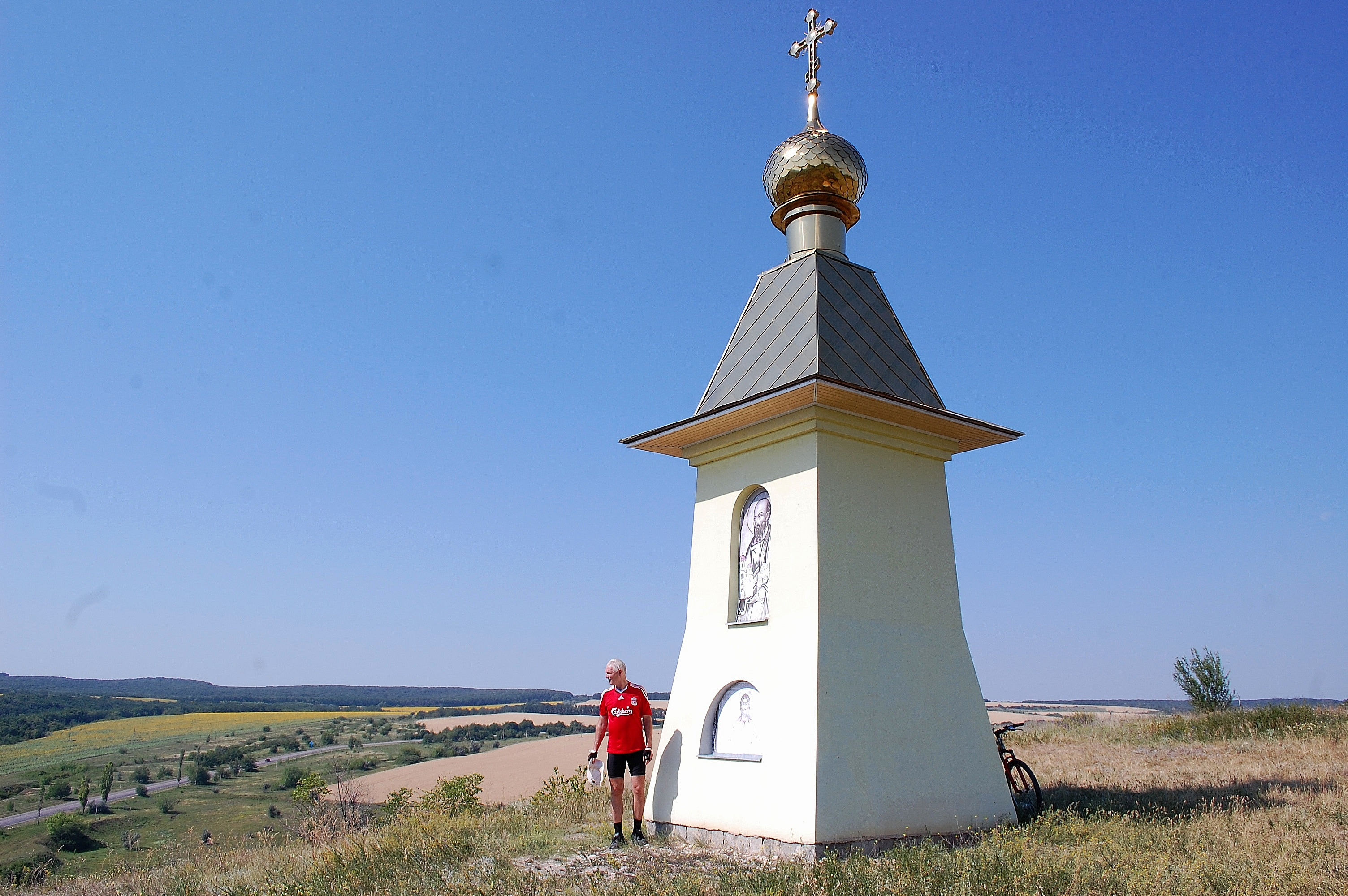
Часовня Св. Николая Чудотворца на вершине скал